# Ralph Guldahl
Ralph J. Guldahl (* 22. November 1911; † 11. Juni 1987) war ein US-amerikanischer Profigolfer der 1930er und 1940er Jahre. Er gewann 16 Turniere auf der PGA-Tour, darunter einmal das Masters und zweimal die U.S. Open. Im Jahr 1981 wurde er in die World Golf Hall of Fame aufgenommen.

## Karriere
Der 1911 in Dallas, Texas, geborene Guldahl stieg Anfang der 1930er Jahre schnell ins Profigolf ein und gewann 1932 die Phoenix Open. In der Finalrunde der US Open 1933 im North Shore Golf Club außerhalb Chicagos holte der damals 21-Jährige in elf Löchern neun Schläge auf Johnny Goodman auf und brauchte am 72. Loch nur noch einen 1,20 Meter langen Putt, um ein Stechen zu erzwingen. Diese Chance verpasste er und verzichtete für fast drei Jahre auf den Wettkampfsport. Er kehrte nach Dallas zurück und arbeitete als Gebrauchtwagenhändler und Zimmermann. Irgendwann wurde er gebeten, einen Neun-Loch-Platz in Kilgore, Texas, zu gestalten. Das Projekt regte Guldahl an, das Golfspiel wieder aufzunehmen.
1936 belegte Guldahl den achten Platz bei den US Open und gewann wenige Wochen später seine erste Western Open. Die Saison 1937 war seine beste. Guldahl gewann erneut die Western Open sowie die US Open in Oakland Hills. Beim Masters wurde er Zweiter. 1938 wurde er beim Masters erneut Zweiter und gewann sowohl die Western Open als auch die US Open. 1939 gewann Guldahl schließlich das Masters. Ab 1940 verlor er jedoch seine Fähigkeiten plötzlich und verließ die Tour im Jahr 1942.
Guldahl spielte seine Runden langsam und emotionslos. Seine einzige charakteristische Geste auf dem Platz war die Angewohnheit, einen Kamm hervorzuholen und sich damit durch sein schwarzes Haar zu fahren. Er war der letzte US Open-Sieger, der den Titel mit einer Krawatte beim Spielen gewann.